# バンド・オブ・ザ・ハンド
「バンド・オブ・ザ・ハンド」（Band of the Hand）は、ボブ・ディランが作詞・作曲・歌唱した楽曲。映画『マイアミ5』（トライスター映画、監督: ポール・マイケル・グレイザー、プロデューサー: マイケル・マン、1986年）のテーマ曲として、サウンドトラック・アルバムに収録された。1986年にシングルとしてリリース。ビルボード・チャートで28位を記録した。
B面はマイケル・ルビーニによるインストゥルメンタルの楽曲。

## 解説
レコーディングは、1986年2月9日・10日、ツアー中のオーストラリア・シドニーにて行われた。バックを担当しているのは、当時ツアーのパートナーとしても同行していたトム・ペティ&ザ・ハートブレイカーズ。バック・コーラスにはスティーヴィー・ニックスが参加している。プロデュースもトム・ペティが行った。

## 収録レコード
- Band of the Hand / Theme From Joe's Death（1986年、MCA-52811） - 7" シングル
日本盤「バンド・オブ・ザ・ハンド／ジョーズ・デスのテーマ」（1986年、MCA／ワーナー・パイオニア、P-2132）
- Band of the Hand /  Theme From Joe's Death（1986年、MCA-23633）12”シングル
- Band of the Hand（1986年、MCA-6167）サウンドトラック・アルバム
日本盤『バンド・オブ・ザ・ハンド』オリジナル・サウンドトラック（1986年、MCA／ワーナー・パイオニア）

未CD化。映画の中で聴かれるバージョンは、いずれのレコードより少し長くミックスも異なる。

## パーソネル
- ボブ・ディラン - ボーカル、ギター
- トム・ペティ - ボーカル、ギター、プロデューサー
- マイク・キャンベル（ザ・ハートブレイカーズ） - ギター
- Benmont Tench（ザ・ハートブレイカーズ） - キーボード
- Howie Epstein（ザ・ハートブレイカーズ） - ベース
- Stan Lynch（ザ・ハートブレイカーズ） - ドラムス
- Debra Byrd - バック・ボーカル
- Queen Esther Marrow - バック・ボーカル
- スティーヴィー・ニックス - バック・ボーカル
- Madelyn Quebec - バック・ボーカル
- Elisecia Wright - バック・ボーカル